# 桑加爾 (薩哈共和國)
桑加尔（羅馬化：Sangar）是俄罗斯萨哈共和国的市级镇、科比亚伊区行政中心及最大聚居地，位于勒拿河畔，在共和国首府雅库茨克西北方向。
该地2021年人口有3,538人；2010年人口4,377；2002年人口4,789；1989年人口10,107。